# جون ريتشاردسون (سياسي كندي)
جون ريتشاردسون هو سياسي كندي، ولد في 5 أبريل 1843 في كندا، وتوفي في 26 أغسطس 1915 في تورونتو في كندا. حزبياً، نشط في الحزب الليبرالي في أونتاريو ‏. وقد انتخب عضو برلمان مقاطعة أونتاريو (1894 – 1904).